# Raymond de Saint-Sever
Raymond (zm. 19 lipca 1317 w Awinionie) – francuski duchowny katolicki, benedyktyn, kardynał.

## Życiorys
Był opatem klasztoru Saint-Sever (ok. 1292–1312), a następnie kardynałem prezbiterem S. Pudenziana (od 23 grudnia 1312). Należał do grona bliskich współpracowników papieża Klemensa V. Uczestniczył w Konklawe 1314–1316 jako przedstawiciel frakcji "gaskońskiej". Zmarł w Awinionie.